# Middlesex
Middlesex er et traditionelt grevskab i England. Næsten hele Middlesex blev i 1965 indlemmet i Greater London. Det var et af de 39 historiske grevskaber, som oprindeligt rummede blandt andet City of London, som blev selvstyrende allerede i det 13. århundrede. Middlesex er hverken et administrativt eller ceremonielt grevskab, men er fortsat betegnelsen på et geografisk område som bruges blandt andet af postvæsenet.

## Sheriffer
Middlesex havde sine egne sheriffer (High Sheriff of Middlesex) før 1131 og igen 1889-1965.
1131–1888 hørte Middlesex under sherifferne i City of London.
Fra 1965 hører det meste af Middlesex under oversheriffen i Stor-London (High Sheriff of Greater London).
51°30′N 0°25′V / 51.500°N 0.417°V